# Oesjabti

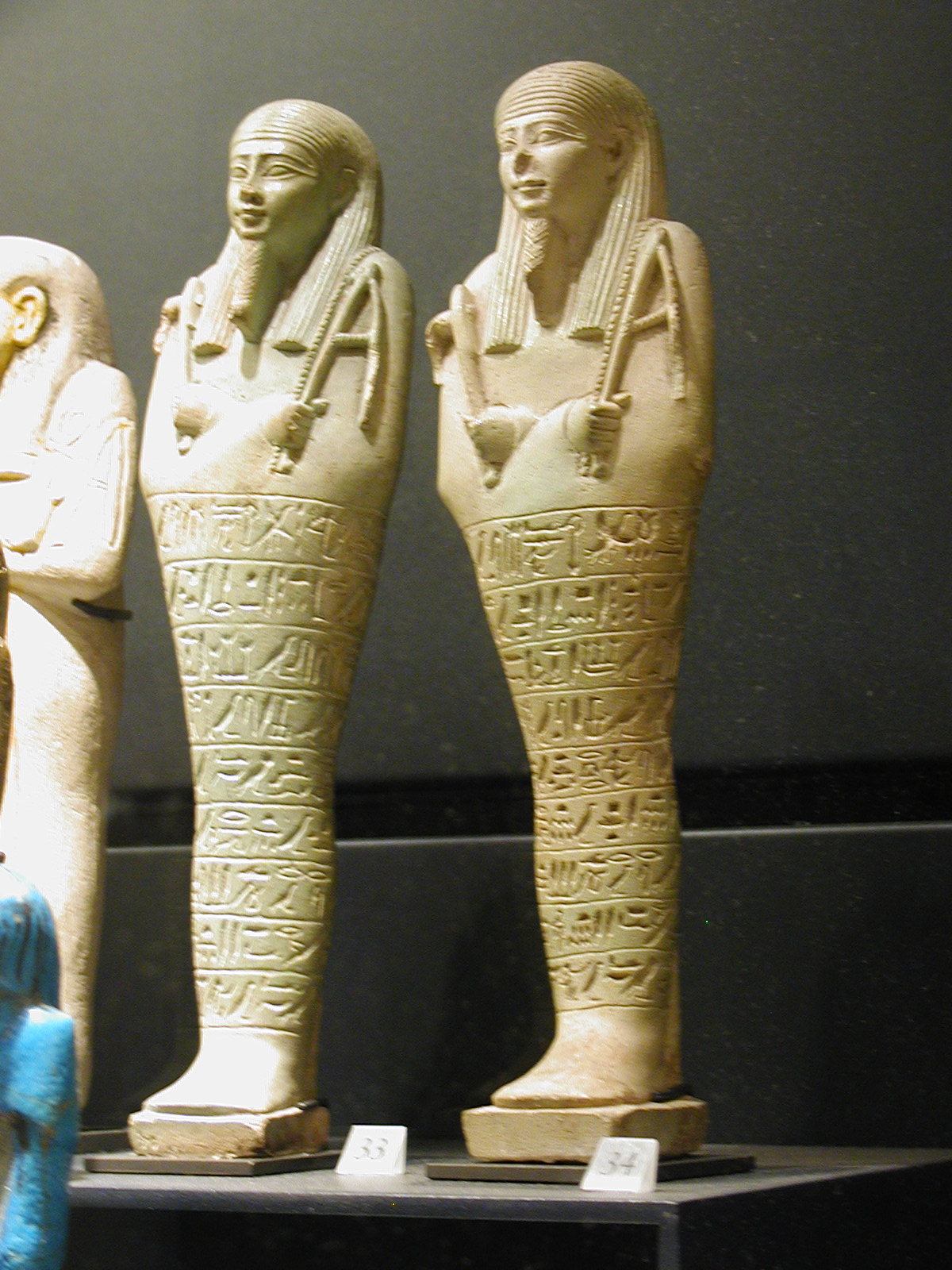
Oesjabti’s in het Louvre

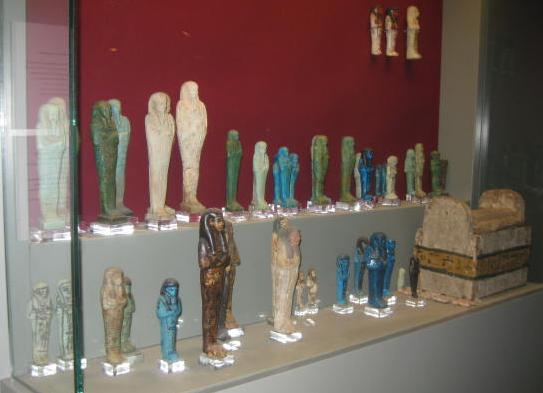
Oesjabti's in het Allard Pierson Museum

Een Oesjabti (shabti, sjabti, sjawabti, oesjebti, ushabti) is een beeldje dat de overledene in het oude Egypte meenam in zijn graf om voor hem in het Dodenrijk het werk te verrichten. Wellicht is dit een vervanging van het gebruik om dienaren van de koning te offeren en in zijn nabijheid te begraven in de vroegste geschiedenis van Egypte.
Het woord 'oesjabti' betekent 'antwoorder', namelijk als de overledene werd geroepen, dan moest het grafbeeldje als plaatsvervanger antwoorden. De grafbeeldjes werden voornamelijk van hout, steen of faience gemaakt en varieerden in grootte. Voor de 21e dynastie van Egypte was de naam sjabti, daarna oesjabti. 
In het Nieuwe Rijk werd op de grafbeeldjes ook een formule, hoofdstuk zes van het Egyptisch Dodenboek, geschreven:
"Gegroet oesjabti die aan mij is toegewezen. Als ik Osiris N.N. wordt bevolen om elk gewenst werk in het Dodenrijk te verrichten, dan zal jij daar in plaats van ik je aanbieden om op elk moment de akkers te bewerken, de oevers te laten overstromen en de grond van oost naar west te vervoeren. 'Hier ben ik', zul je zeggen."
Sinds Thoetmosis IV behoorden bij de grafbeeldjes ook modellen van agrarische voorwerpen en werktuigen, zoals een houweel, een hak, een juk of een mand.
In Graf DK 62 van Toetanchamon werden 413 oesjabti’s gevonden. Dit aantal is te verklaren door 365 arbeiders, 36 opzichters voor elke tien dagen en 12 opzichters voor de maanden. Ze zijn echter niet allemaal even groot en de meeste hebben alleen de naam en titel van de koning. De grootste is ongeveer een halve meter. Vanaf de derde tussenperiode blijven er 401 over (365+36), de opzichters voorzien van een zweep. Vanaf de Late periode bleef dit aantal constant maar verdween de zweep. Of het concept van de opzichter volledig verdween, of vervangen werd door 36 grotere exemplaren die alleen geen zweep meer droegen, is onzeker.

## Galerij Louvre

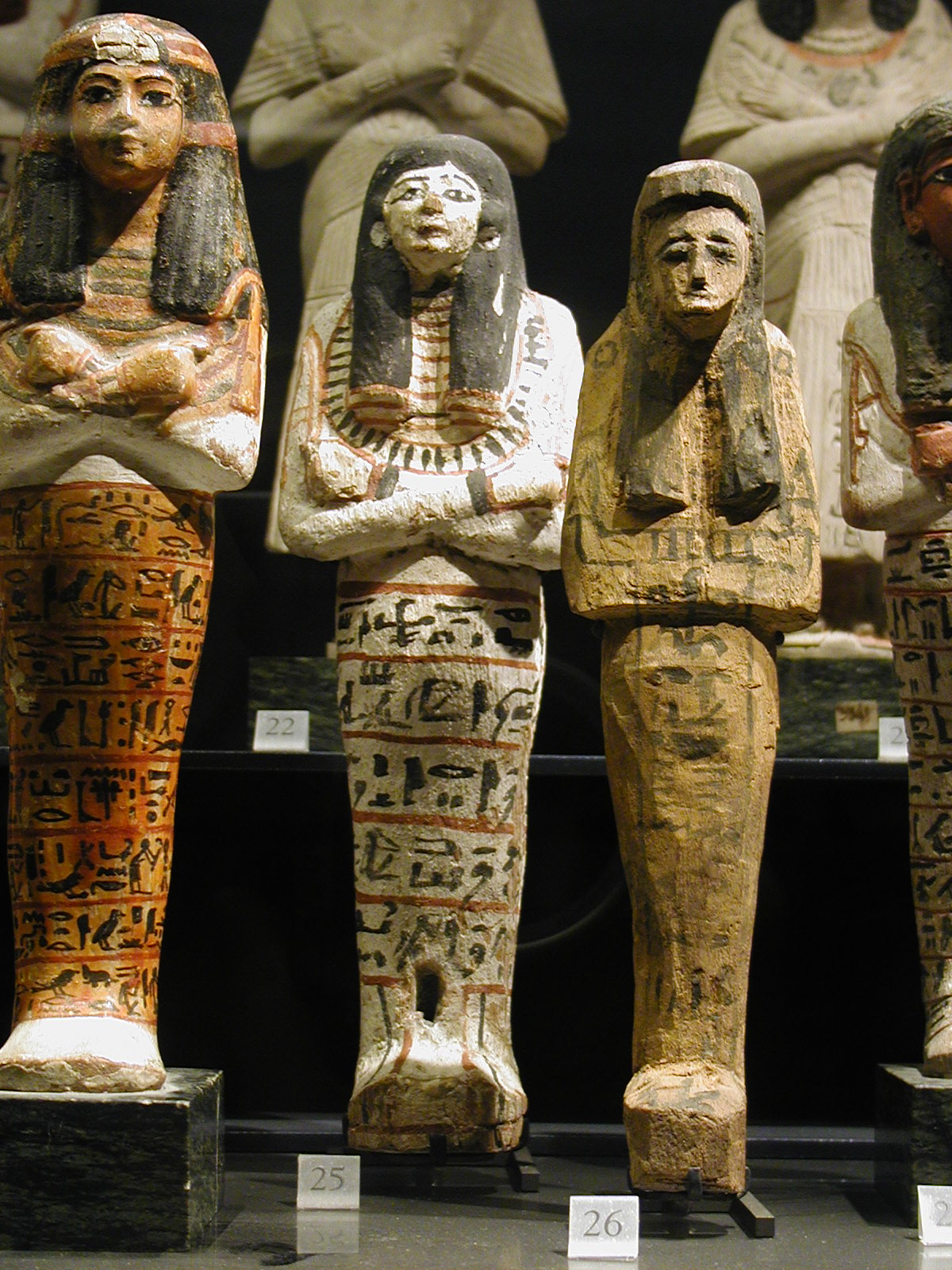
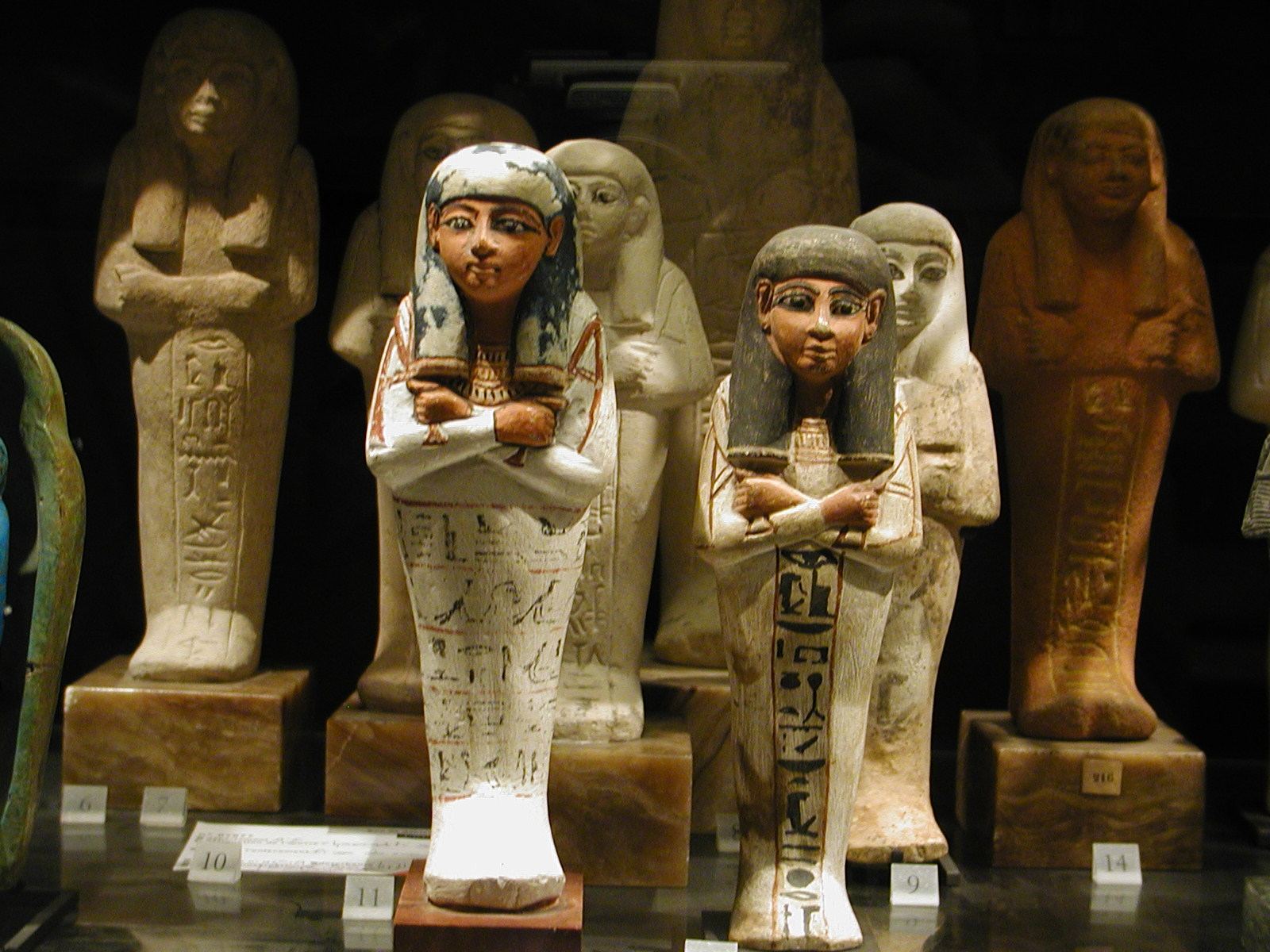
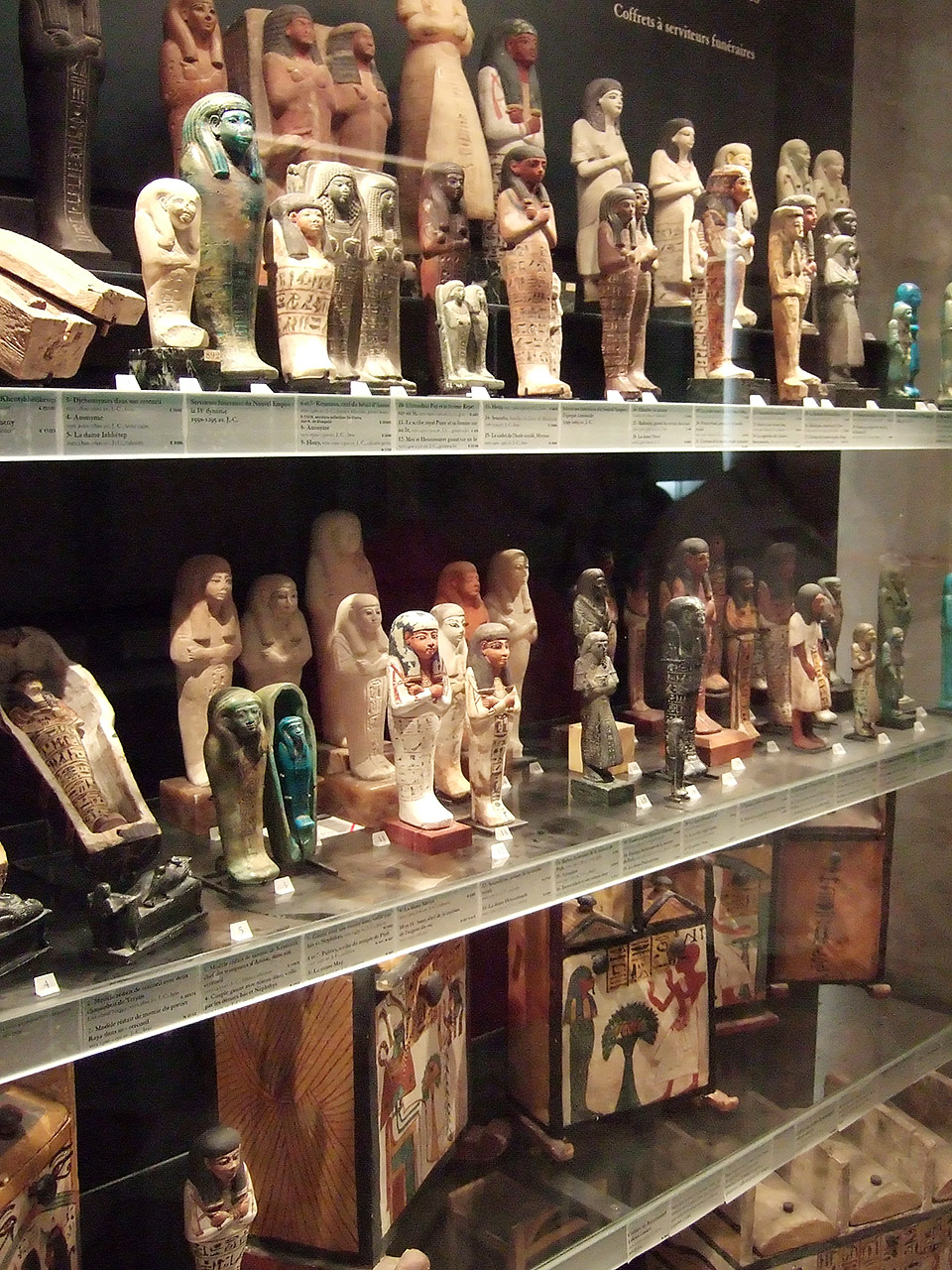
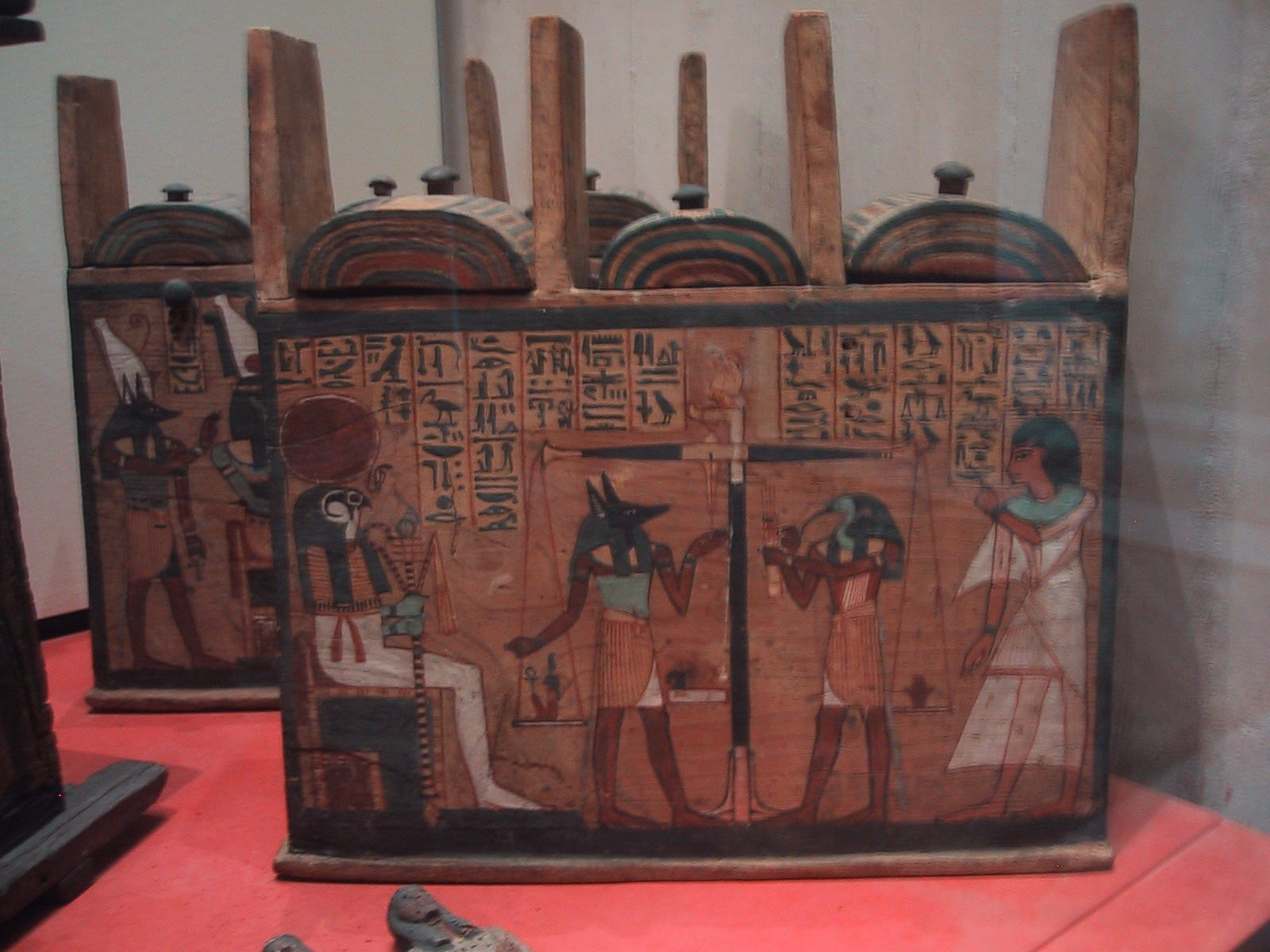
Oesjabtikistje